# ناحیه فکرینه
ناحیه فکرینه (به عربی: دائرة فکرینة) یک ناحیه در الجزایر است که در استان ام‌البواقی واقع شده‌است.